# Tremors (Arrow)
Tremors es el décimo segundo episodio de la segunda temporada y trigésimo quinto episodio a lo largo de la serie estadounidense de drama y ciencia ficción, Arrow. El episodio fue escrito por Marc Guggenheim y Drew Z. Greenberg dirigido por Guy Bee y fue estrenado el 29 de enero de 2014.
Arrow se ofrece a entrenar a Roy, pero este se niega a escucharlo hasta que le revele su verdadera identidad, algo que el vigilante se niega a hacer. Mientras tanto, Tigre de Bronce ha escapado de prisión y roba la máquina que Malcolm utilizó para provocar el terremoto en los Glades e intenta venderlo al mejor postor. Oliver, Diggle y Felicity intentan detener la transferencia pero Roy se interpone en el camino, poniendo a todos en riesgo. Moira se emociona cuando Walter la invita a cenar pero se sorprende cuando descubre sus verdaderos motivos , sin embargo, Thea la anima para que le pida una reconciliación. Finalmente, luego de haber sido cesada de su cargo, Laurel se sale de control.

## Argumento
Bo Travis, un hombre que fue arrestado por robar una tienda frente a una estación de policía, lleva un mensaje para Ben Turner y le entrega la manopla con cuchillas que llevaba oculta bajo la piel, para que pueda escapar de prisión. Mientras tanto, Arrow continúa entrenando a Roy, quien exige respuestas que el vigilante no puede darle. Por otra parte, Moira le revela a Thea que tendrá una cena con Walter mientras Quentin visita a Laurel, quien le dice que tiene una cita de trabajo en el nuevo bufete de Joanna. Oliver confiesa ante Diggle y Felicity que sabía de la existencia del Mirakuru por lo sucedido con Slade. Felicity recibe una notificación del sistema de seguridad de la prisión de Iron Heights, el cual hackeó debido a su bajo nivel después del terremoto en Los Glades y descubre que Ben Turner ha escapado y Oliver le pide que investigue hacia dónde se dirige. Mientras tanto, Turner se encuentra con Milo Armitage, el hombre que pagó por su liberación y quien desea contratarlo para que recupere un dispositivo que matará a miles.
Arrow retoma el entrenamiento de Roy, quien le pide que lo deje acompañarlo en una de sus misiones, mientras tanto, Moira se encuentra con Walter y Mark Francis, quienes le comentan que están preocupados por las políticas que implementará Sebastian Blood si es elegido como alcalde de la ciudad y le proponen postularse como candidato a dicho cargo. Quentin lleva a Laurel a un grupo de alcohólicos anónimos y ésta enfurece cuando descubre las verdaderas intenciones de su padre. Felicity y Diggle descubren que Turner asesinó a un arquitecto y robó los planos de la mansión de Malcolm Merlyn y se lo hacen saber a Arrow, quien invita a Roy a ir con él a investigar. Una vez en la mansión Merlyn, Arrow y Roy descubren que Turner y sus hombres se encuentran en el garaje subterráneo. Mientras tanto, el gararje, Turner revela que están ahí para robar un prototipo del dispositivo que provocó el terremoto en Los Glades. El vigilante y Roy aparecen y Tigre de Bronce inicia una lucha con el arquero, mientras que el aprendiz de éste intenta detener a socio de Turner y comienza a golpearlo mientras Tuner logra escapar, llevándose el dispositivo.
De vuelta en la base de operaciones, Oliver revela a Diggle y Felicity que llevó a Roy para detener a Turner pero todo falló, así mismo, les dice lo que Tigre de Bronce tomó de la mansión de Merlyn y le entrega un reloj que pertenecía al compañero de Turner para que Felicity pueda rastrear las huellas dactilares y conducirlos al hombre que contrató a Turner. Mientras tanto, Roy le pide a Thea que convenza a su familia de dejar la ciudad por un par de días, pero cuando la chica le pide una razón para hacerlo, Roy comienza a perder el control y la lastima. Joanna le revela que unos de los socios del bufete donde trabaja es miembro del comité disciplinario del colegio de abogados y cuando le entregó su Currículum vítae y tras hacer un poco de investigación, descubrió que el colegio abrirá un proceso disciplinario en su contra por los recientes acontecimientos y mientras eso sucede, no puede ser contratada. Walter visita a Moira para convencerla de tomar la candidatura y cuando Thea se entera, ella también la anima. Roy le confiesa a Arrow que intentó hacer que Thea dejara la ciudad, el vigilante le pide que la deje fuera de todo y Roy enfurece y le dice que intentará salvar la ciudad, incluso si él intenta detenerlo.
Diggle intenta convencer a Oliver que deje de intentar salvar a Roy, a la cual el vigilante se niega. Thea llama a su hermano para decirle que Laurel se encuentra en el Verdant en mal estado. Oliver y Thea intentan disuadir a Laurel de seguir bebiendo y la envían a casa, ella revela que fue inhabilitada para ejercer. Oliver llama a Sara para que regrese a Starling para ayudar a su hermana. Felicity le cuenta que las huellas dactilares que investigó la guiaron hasta Armitage, quien se encuentra en los muelles de la ciudad. Thea finalmente termina de convencer a Moira de postularse a la candidatura para la alcaldía de la ciudad. Más tarde, Turner y Armitage completan la transacción de su negocio y el último revela que ya tiene un comprador en Markovia hasta que Arrow aparece y ataca a Armitage, clavándole una flecha en la pierna y asesinando a uno de sus guardias, creyendo que Turner ha escapado nuevamente, el vigilante baja la guardia y atacado por sorpresa por Tigre de Bronce. Roy aparece y ayuda a Arrow, al verse atrapado, Armitage activa el dispositivo y destruye el control. El vigilante intenta desesperadamente llegar hasta la máquina pero le he imposible y se ve obligado a revelar su verdadera identidad a Roy para convencerlo de ayudarlo de llegar al dispositivo. Roy rompe el metal del contenedor donde se encuentra el dispositivo y Oliver lanza una flecha que explota. Cuando finalmente están a salvo, Roy agradece a Oliver por haberlo salvado el año pasado.
Oliver confiesa a Felicity y Diggle que no pensó en las consecuencias que podría traer el revelarle la verdad a Roy, pero sabía que era la única manera de conseguir su ayuda. Moira acepta ante Walter presentarse como candidato pero le confiesa la principal razón por la que se negaba a hacerlo es para que nadie descubriese que Robert Queen no es el padre biológico de Thea y que necesitan asegurarse que ese secreto se mantendrá oculto. Mientras tanto, Amanda Waller visita a Ben Turner en prisión para hacerle una oferta: Una manera de librarse de su sentencia a cambio de unirse a un «equipo» que está formando. Oliver le pide a Roy que nunca le cuente a Thea sobre sus actividades como vigilante y lo presenta con Felicity y Diggle. Finalmente, Laurel llega alcoholizada a su departamento y cae al suelo, antes de perder el sentido logra ver a Sara. En el flashback a la isla, Oliver y Sara rastrean a Slade y descubren que utilizará el lanzamisiles de Fyers para hundir el Amazo de Ivo. Oliver intenta disuadirlo diciéndole que Shado deseaba que saliera con vida de la isla para ver a su hijo nuevamente, de otra forma su muerte habría sido en vano y le propone tomar el carguero.

## Elenco
- Stephen Amell como Oliver Queen.
- Katie Cassidy como Dinah Laurel Lance.
- David Ramsey como John Diggle.
- Willa Holland como Thea Queen.
- Emily Bett Rickards como Felicity Smoak.
- Colton Haynes como Roy Harper.
- Manu Bennett como Slade Wilson.
- Susanna Thompson como Moira Queen.
- Paul Blackthorne como el oficial Quentin Lance.

## Continuidad
- El episodio marca la primera aparición de Mark Francis y Milo Armitage.
- Joanna De La Vega fue vista anteriormente en Sacrifice.
- Walter Steele fue visto anteriormente en City of Heroes.
- Ben Turner fue visto anteriormente en Identity.
- El episodio marca la reaparición de Sara Lance en el presente.

- Sara abandonó Starling City en League Of Assassins para proteger a su familia, desde entonces se le ha visto únicamente vía flashback.

- Amanda Waller fue vista anteriormente en Keep Your Enemies Closer.
- Moira Queen fue vista anteriormente en Blast Radius.
- Arrow comienza a entrenar a Roy.
- Ben Turner escapa de prisión y es contratado para robar el prototipo del dispositivo de Malcolm Merlyn que provocó el terremoto en los Glades.
- Walter Steele y Mark Francis le proponen a Moira postularse como candidato a la alcaldía de Starling City.
- Roy revela que ocho de sus amigos murieron en el terremoto de Los Glades
- Joanna le dice a Laurel que la junta de abogados de la ciudad de Starling comenzará un proceso disciplinario en su contra.
- Milo Armitage revela que tiene un comprador para el dispositivo de Malcolm Merlyn en Markovia.

- Markovia es una nación ficticia del Universo DC, mencionada por primera vez en la serie de cómics The Brave and the Bold.

- Se revela que Walter tiene conocimiento de que Thea no es hija de Robert Queen.
- Amanda Waller visita a Turner en prisión para reclutarlo en un equipo que está formando.
- Sara regresa a Starling después de recibir una llamada de Oliver donde le dice que Laurel necesita su ayuda.
- Arrow le revela a Roy su verdadera identidad para que lo ayude a destruir el dispositivo de Merlyn.

- Oliver le revela a Roy que Diggle y Felicity son sus compañeros de equipo.

- Roy Harper se convierte en la decimotercera persona en conocer la verdadera identidad de Arrow, siendo John Diggle (Lone Gunmen), Derek Reston (Legacies), Helena Bertinelli (Muse of Fire), Felicity Smoak (The Odyssey), Tommy Merlyn (Dead to Rights), el Dr. Webb (Unfinished Business), Malcolm Merlyn (Darkness on the Edge of Town), Sara Lance (Crucible), Amanda Waller (Keep Your Enemies Closer), el Conde Vértigo (State v. Queen), Barry Allen (The Scientist) y Slade Wilson (Three Ghosts), las otras doce.

## Banda sonora[3]
| N.º | Intérprete             | Título                                    | Álbum                            |
| --- | ---------------------- | ----------------------------------------- | -------------------------------- |
| 1   | Dale Earnhardt Jr. Jr. | Nothing But Our Love (Memory Tapes Remix) | My Love Is Easy - Remixes, Pt. 2 |
| 2   | Santigold              | Disparate Youth                           | Master of My Make-Believe        |
| 3   | Kirsty Almeida         | Wish You Well                             | Pure Blue Green                  |
| 4   | Best Coast             | How They Want Me To Be                    | The Only Place                   |

## Desarrollo

### Producción
La producción de este episodio comenzó el 5 de noviembre y terminó el 14 de noviembre de 2013.

### Filmación
El episodio fue filmado del 15 al 26 de noviembre de 2013.

### Casting
El 15 de noviembre se anunció que Nicholas Lea fue contratado para interpretar a Mark Francis, estrecho colaborador de Walter Steele. Francis tendrá "un papel crucial en el giro que la vida de Moira tomará después de su juicio por asesinato".

## Recepción

### Recepción de la crítica
Alasdair Wilkins de A.V. Club otorgó una A- al episodio.
Jesse Schedeen de IGN calificó al episodio de grandioso y le otorgó una puntuación de 8.7, comentando: "Estoy empezando a preocuparme de que Arrow tenga demasiado en su plato, ya que traslada el conflicto del Hermano Sangre a un segundo plano y añade nuevos puntos de la trama en su lugar. ¿Cuánto tiempo ha pasado desde que hemos visto a Isabel Rochev o tuvo a Diggle con más profundidad? En cualquier caso, se trata de un episodio memorable más que ofreció muchos giros argumentales memorables y una mejor plataforma para que Tigre de Bronce brillara. Es mejor tener demasiado material valioso a no tener suficiente".

### Recepción del público
En Estados Unidos, Tremors fue visto por 2.95 millones de espectadores, recibiendo 1.1 millones de espectadores entre los 18 y 49 años, de acuerdo con Nielsen Media Research.